# Sommer-Paralympics 2020
Die XVI. Paralympischen Sommerspiele (japanisch 東京2020パラリンピック競技大会) wurden vom 24. August bis zum 5. September 2021 in Tokio ausgetragen. Ursprünglich sollten die Spiele vom 25. August bis zum 6. September 2020 stattfinden. Nach Ausbruch der COVID-19-Pandemie wurden die Olympischen Sommerspiele und mithin auch die Paralympics auf den 24. August bis 5. September 2021 verschoben. Aufgrund der Pandemie wurden die Paralympics, wie auch bereits die Olympischen Spiele einige Tage zuvor, größtenteils ohne Zuschauer ausgetragen.
Die japanische Hauptstadt wurde am 7. September 2013 während der 125. Session des Internationalen Olympischen Komitees (IOC) in Buenos Aires mit der Ausrichtung beauftragt. Der Vertrag der Austragungsländer mit dem IOC legt fest, dass die Paralympics denselben Austragungsort wie die Olympischen Spiele verwenden.

## Örtlichkeiten
Die Örtlichkeiten der Sommer-Paralympics 2020 auf Basis der offiziellen Website des Tokyo Organising Committee und dem Media Guide des Deutschen Behindertensportverbandes (DBS).

### Heritage-Zone
- Olympiastadion Tokio/Neues Nationalstadion – Leichtathletik, Eröffnungszeremonie, Schlussfeier
- Nippon Budōkan – Judo
- Baji Kōen – Dressursport
- Musashino Forest Sport Plaza – Rollstuhlbasketball
- Tōkyō Taiikukan – Tischtennis
- Nationale Sporthalle Yoyogi – Badminton, Rollstuhlrugby
- Tokyo International Forum – Gewichtheben, 5000-Meter-Lauf

### Tokyo Bay-Zone
- Ariake Tennis Park – Rollstuhltennis
- Yumenoshima Park Archery Field – Bogenschießen
- Ariake Gymnastics Centre – Boccia
- Aomi Urban Sports Park – Blindenfußball
- Odaiba Marine Park – Paratriathlon
- Tokyo Aquatics Centre – Schwimmen
- Sea Forest Waterway – Pararudern, Parakanu
- Ariake Arena – Rollstuhlbasketball

### Örtlichkeiten außerhalb des 10-Kilometer-Radius
- Asaka Shooting Range – Schießen
- Izu Velodrome – Radsport (Bahn), 5000-Meter-Lauf
- Fuji International Speedway – Radsport (Straße)
- Makuhari Messe – Boccia, Sitzvolleyball, Rollstuhlfechten, Taekwondo, Goalball

### Andere
- Olympisches und Paralympisches Dorf – auf der Insel Harumi

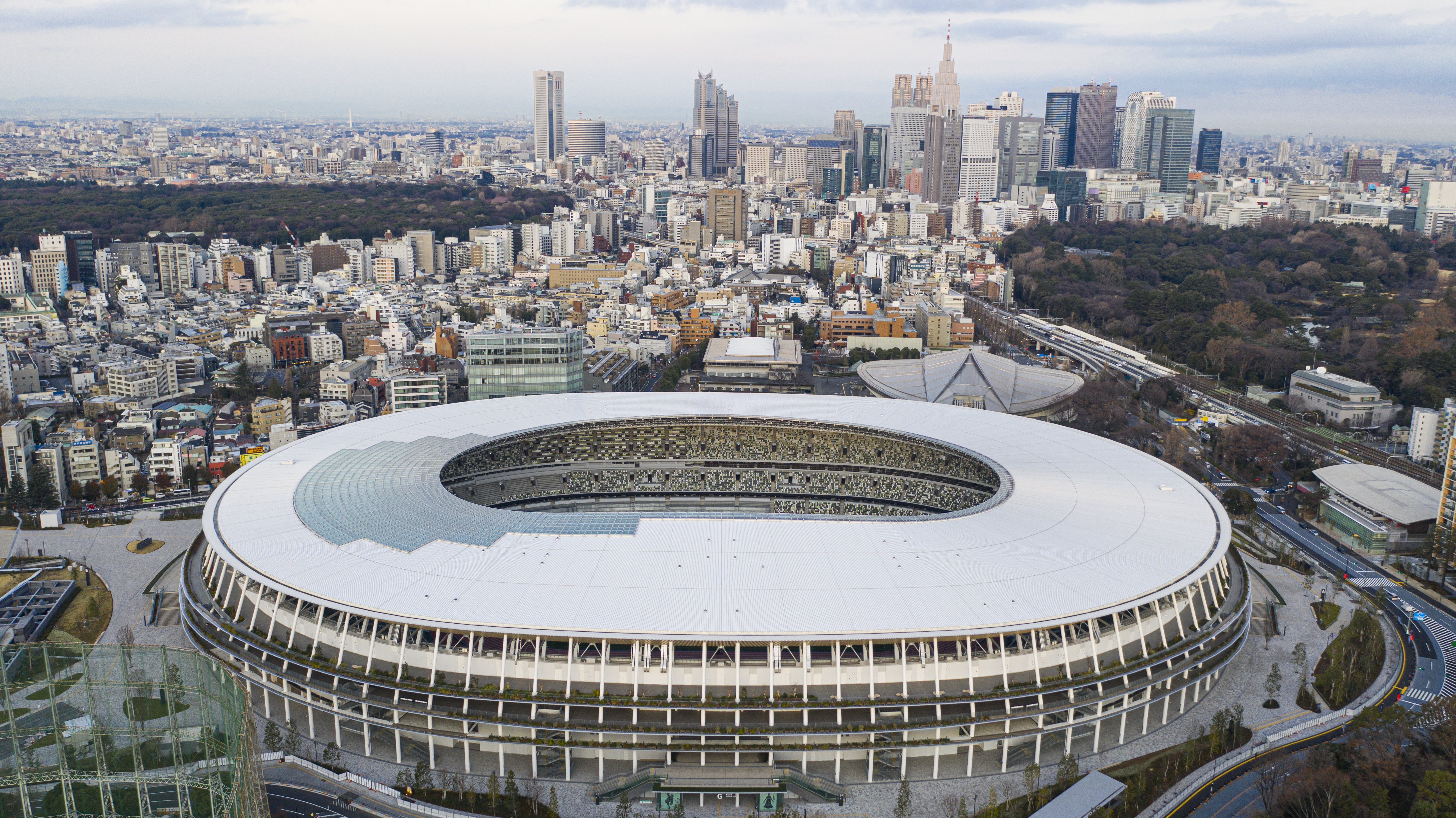
Das Neue Nationalstadion
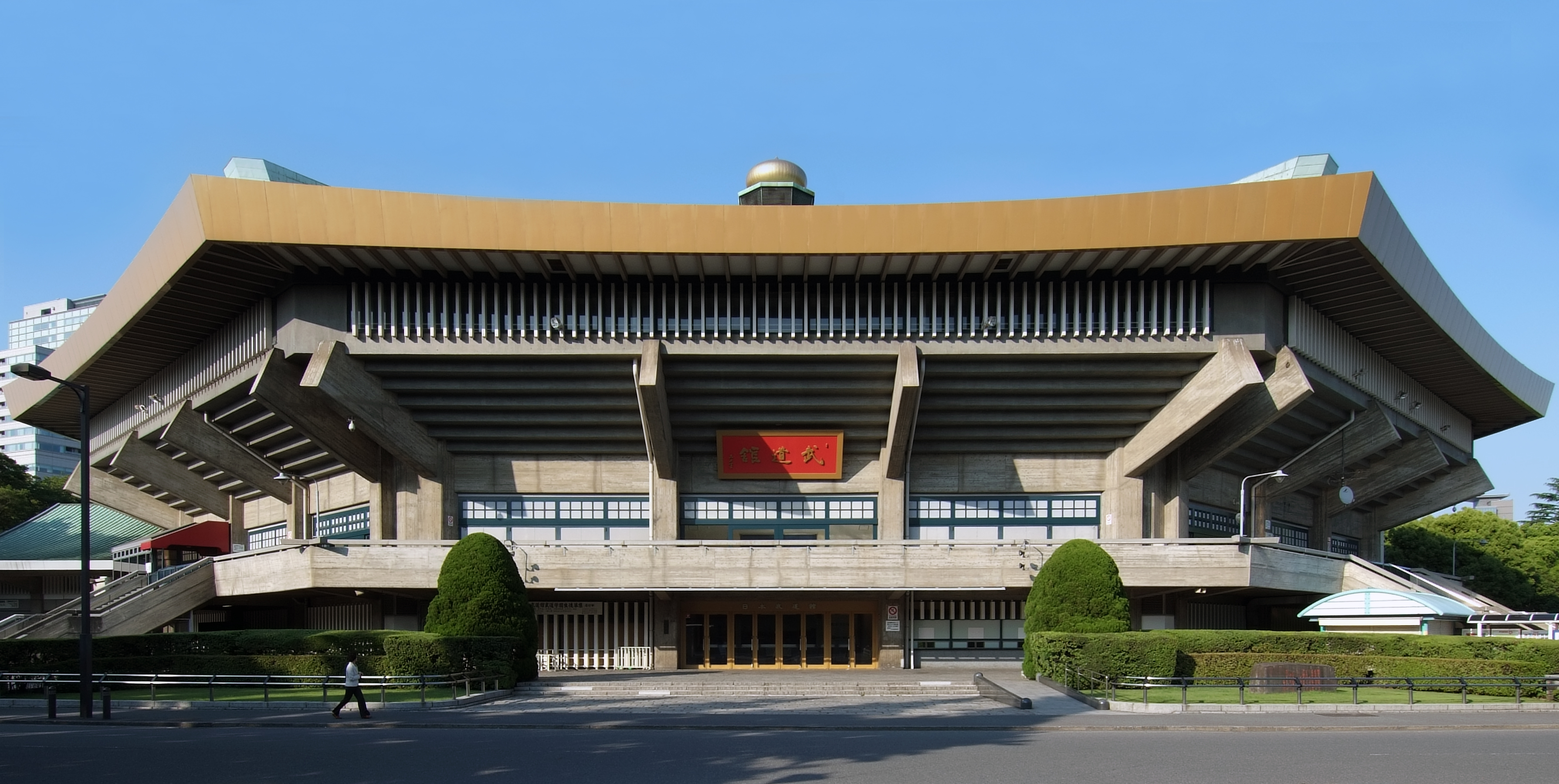
Nippon Budokan, Austragungsort der Judo-Wettkämpfe
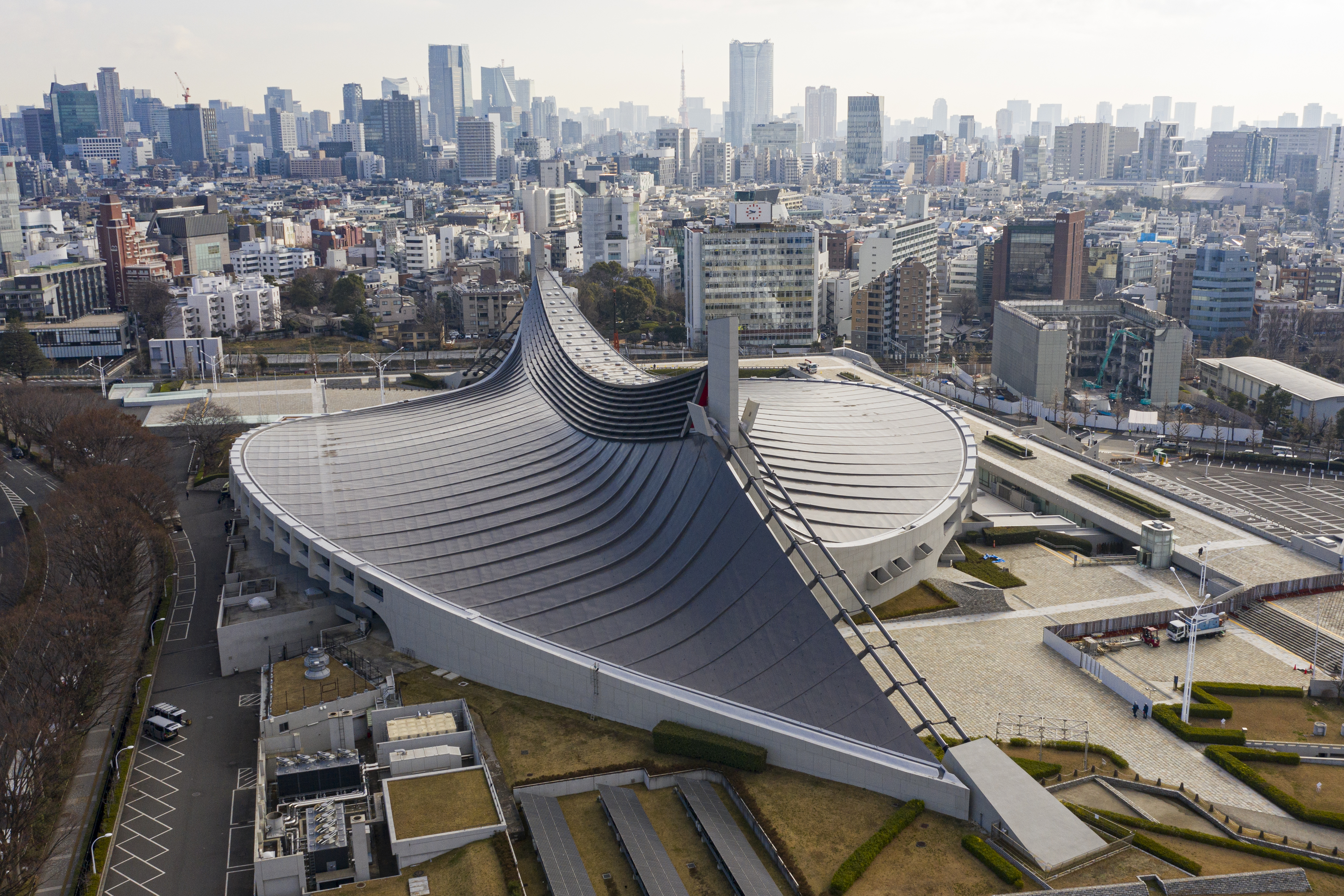
Nationale Sporthalle Yoyogi
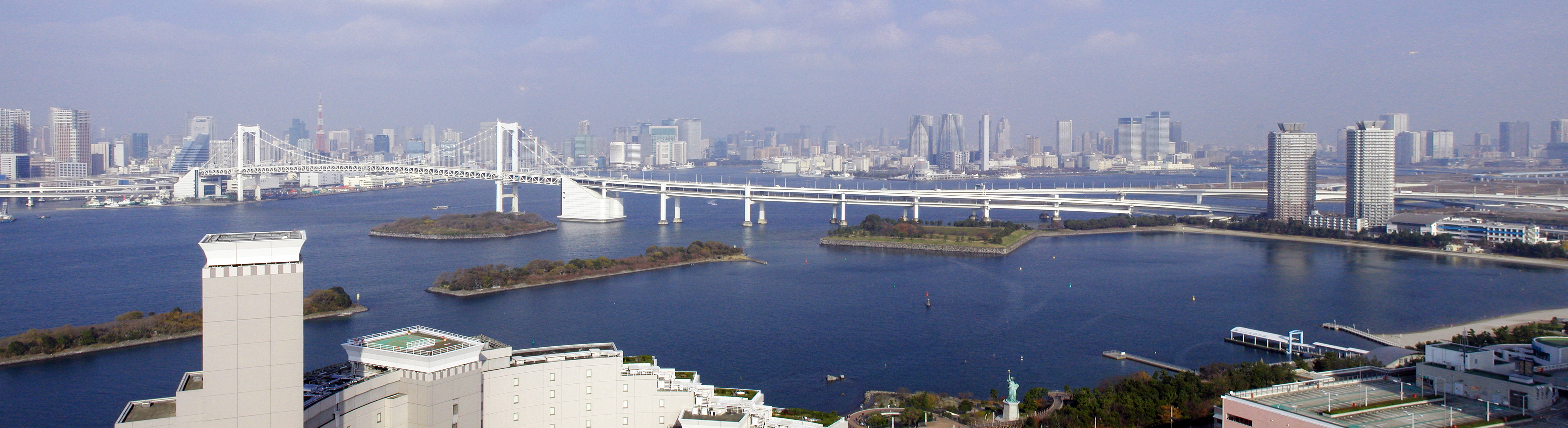
Tokyo Bay, Austragungsort diverser Wettbewerbe
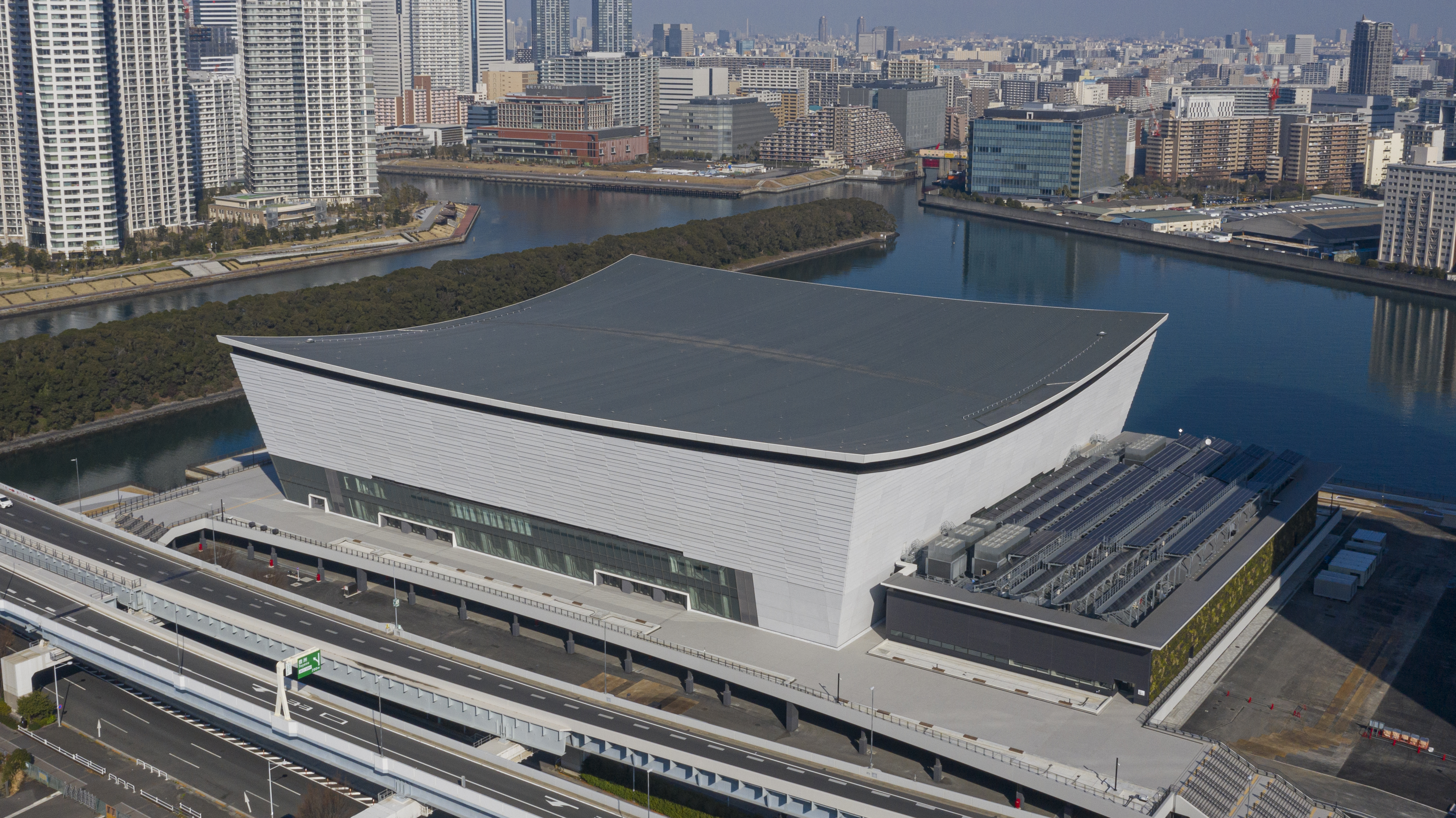
Die Ariake Arena im Januar 2020
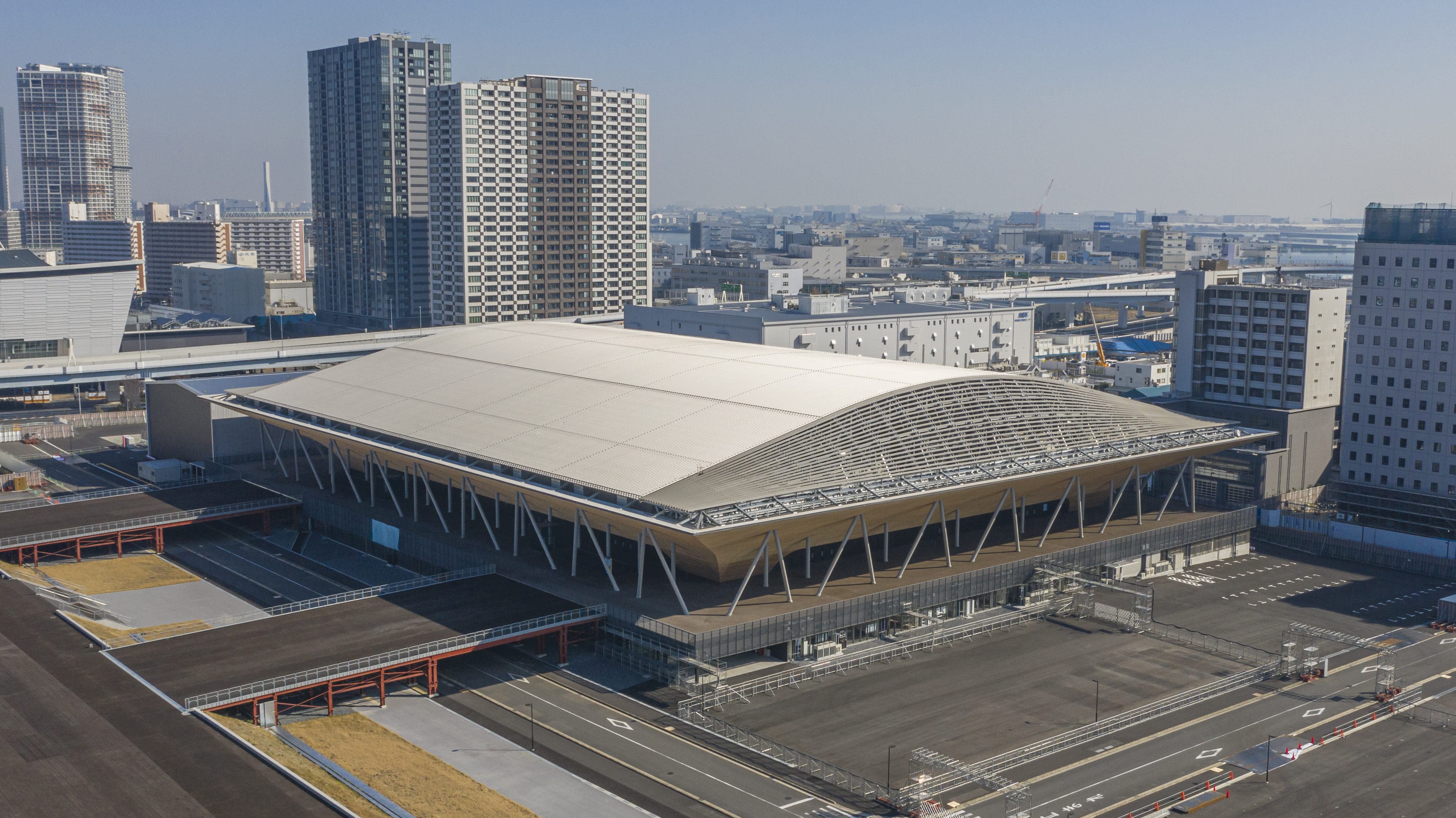
Ariake Gymnastics Centre
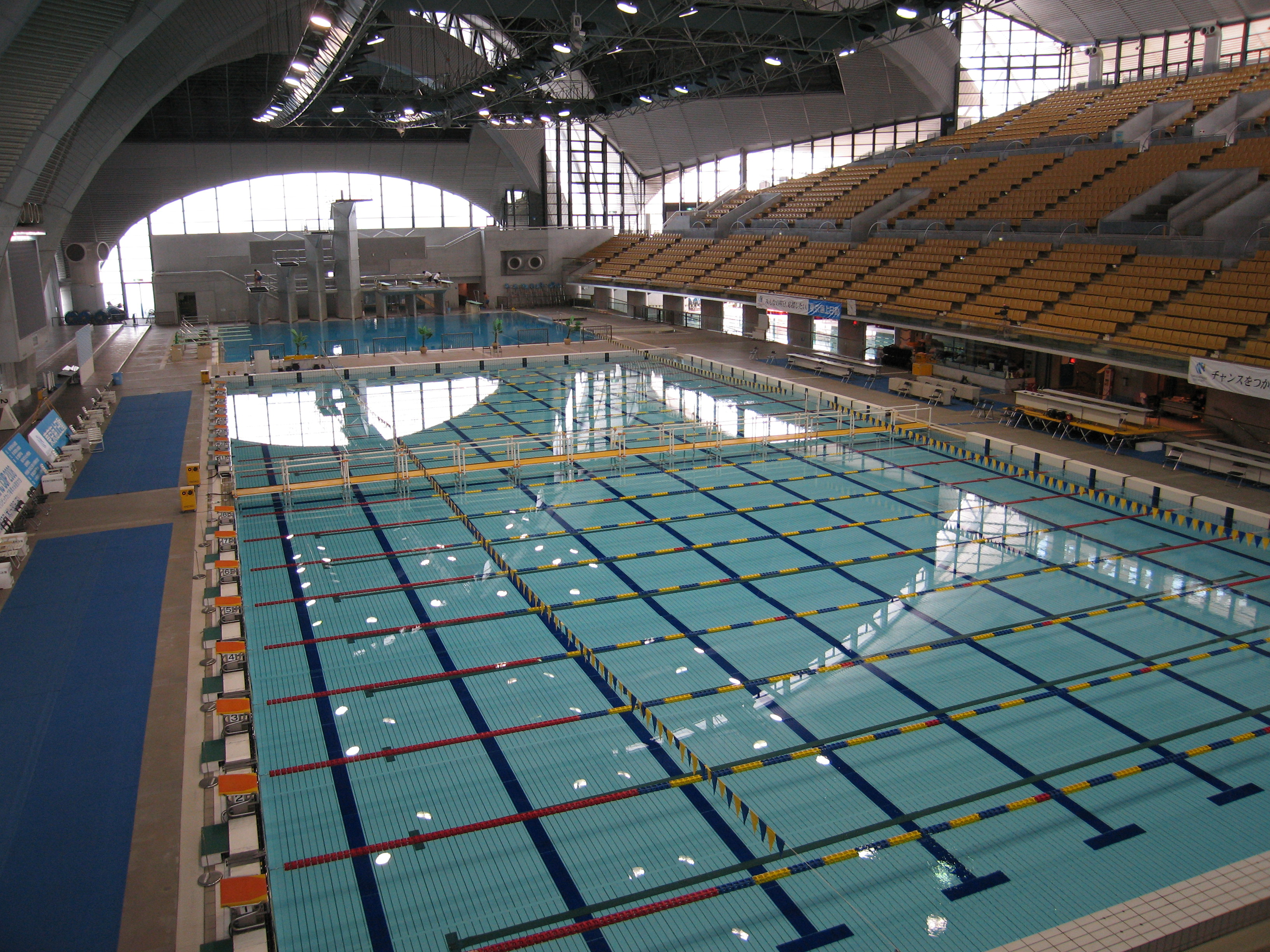
Tatsumi Water Polo Centre
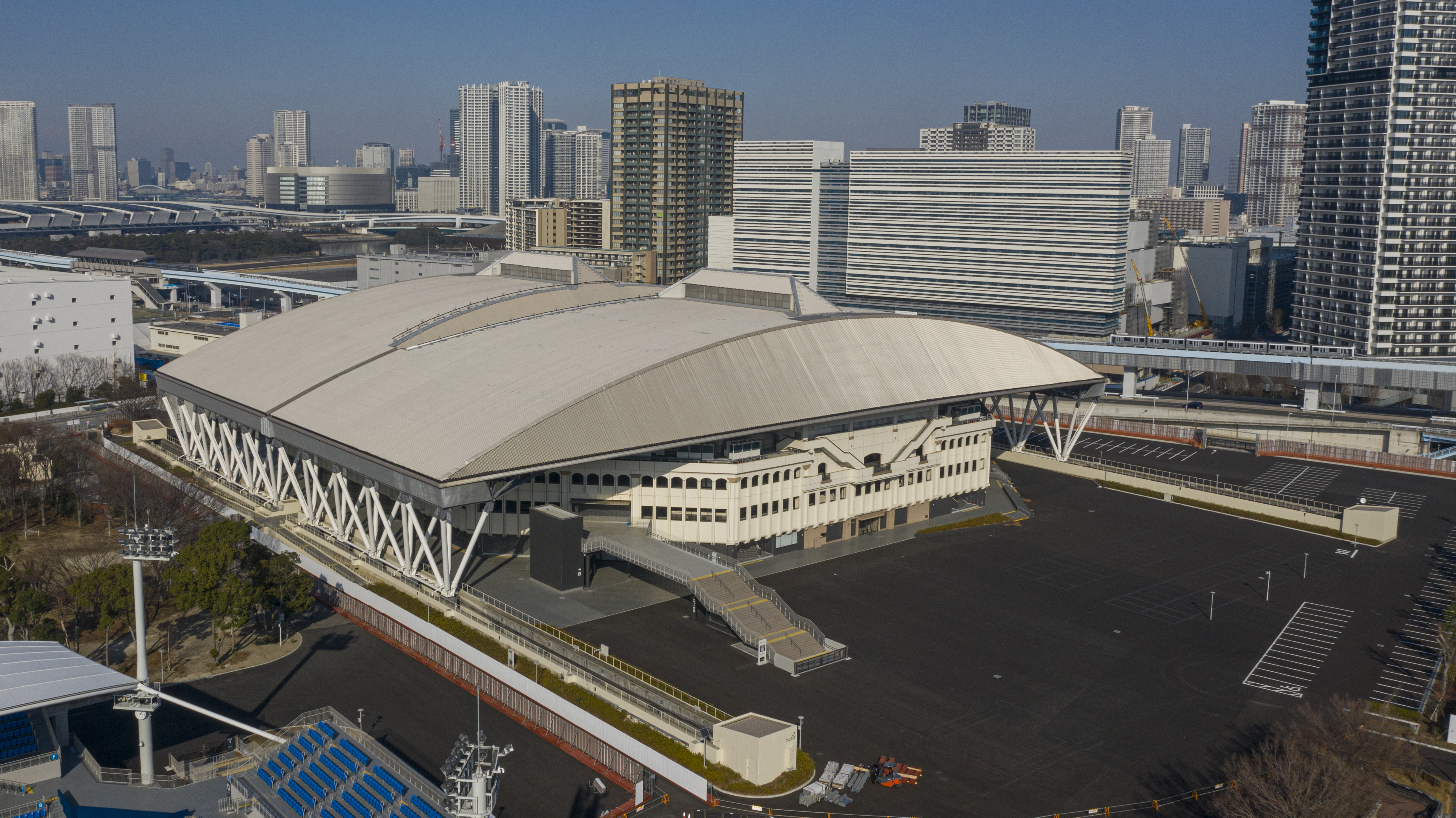
Ariake Tennis no Mori Kōen
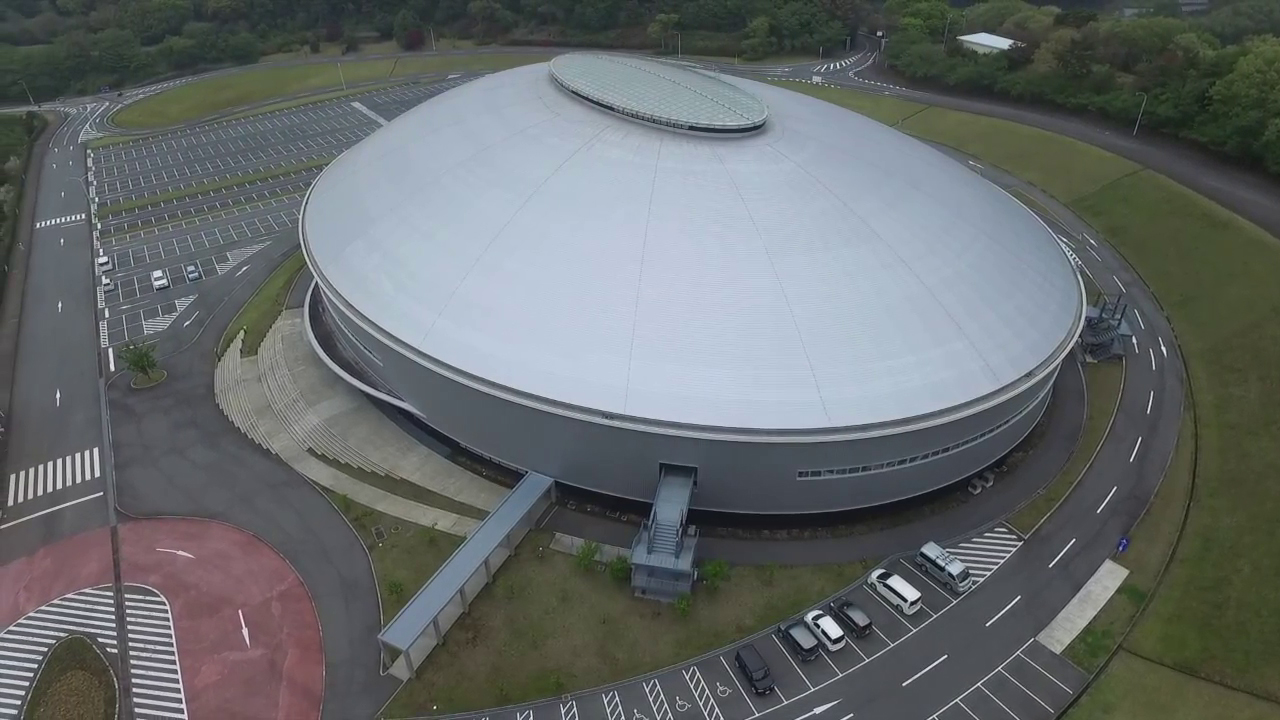
Izu Velodrome
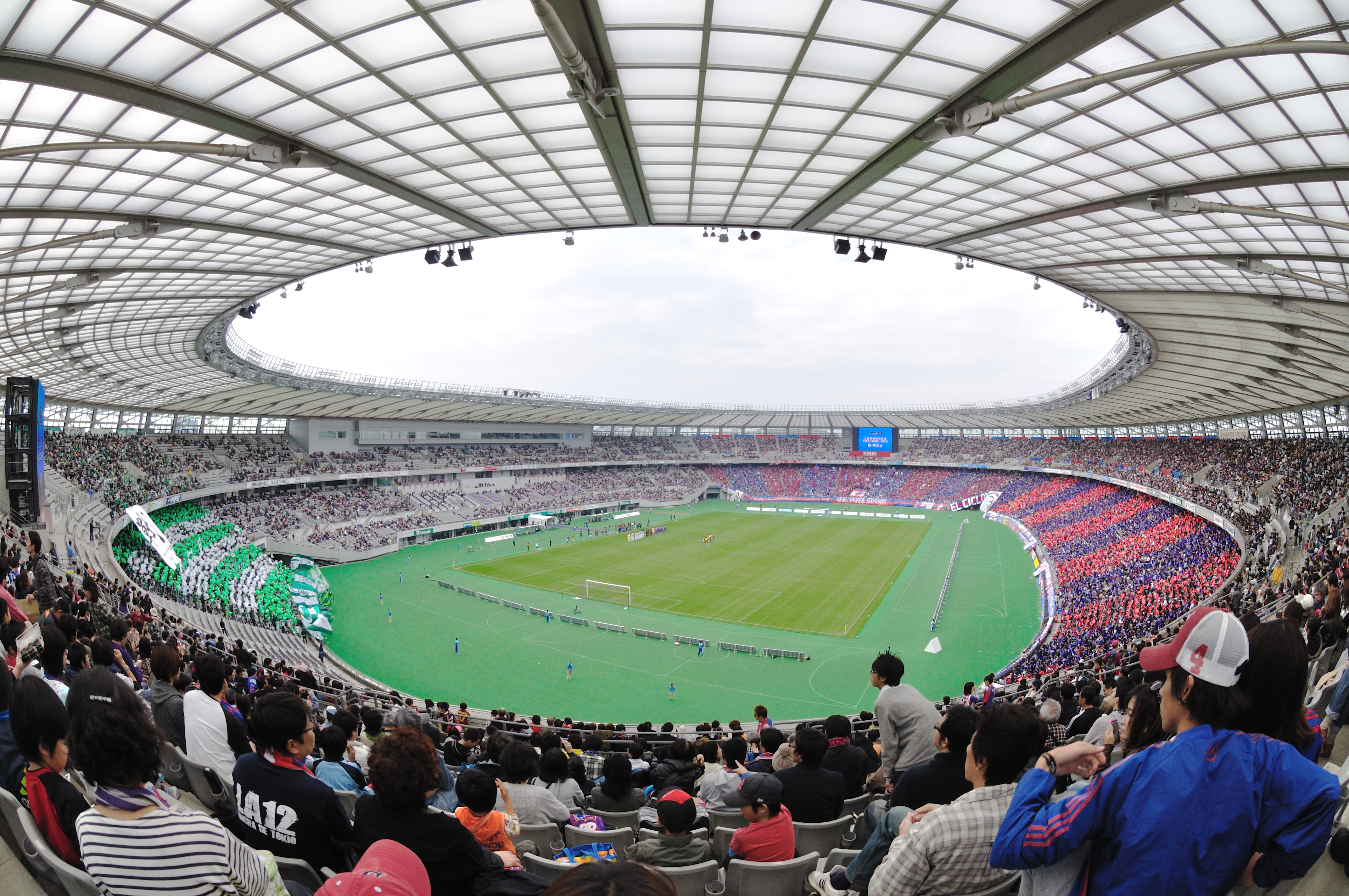
Ajinomoto-Stadion
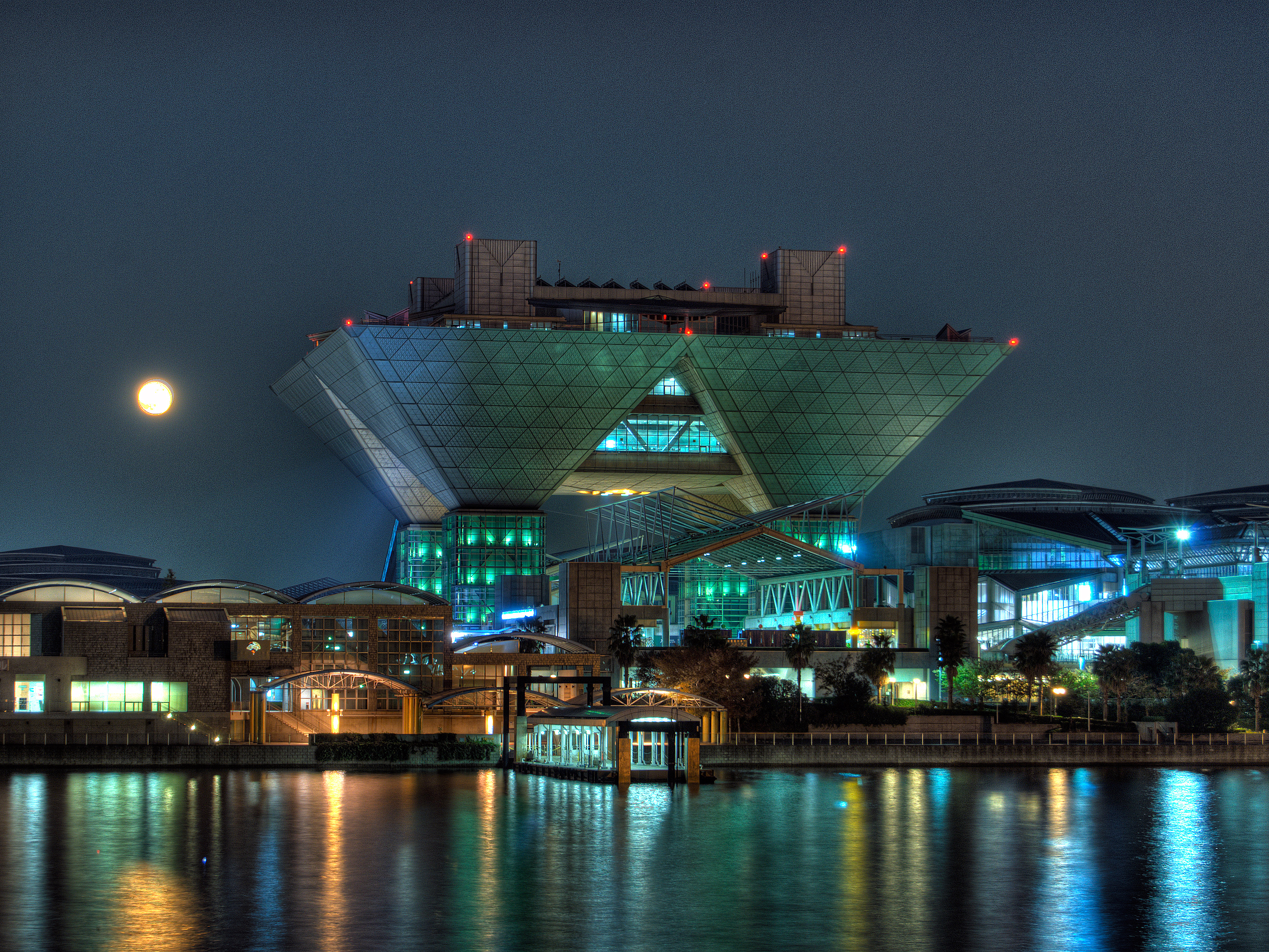
Internationales Medien- und Übertragungs-Zentrum im Tokyo Big Sight

## Sportarten
Wie auch schon 2016 wurden wieder 22 Wettbewerbe ausgetragen, wobei der Radsport in die Disziplinen Bahn und Straße aufgeteilt wurde. Beim 5er-Fußball gab es jedoch nur noch ein Männer-Turnier und Segeln sowie 7er-Fußball wurden gegen die jeweils ersten Badminton- und Taekwondo-Events ausgetauscht.
Der vorläufige Zeitplan wurde am 19. Oktober 2018 bekannt gegeben. Der endgültige Zeitplan wurde am 13. August 2019 veröffentlicht.
Nach der Verschiebung der Paralympics auf das Jahr 2021 musste ein neuer Zeitplan entwickelt werden. Die Spiele werden trotz der Verschiebung weiterhin als 2020 Sommer-Paralympics bezeichnet.
Alle Zeiten und Daten in Japan Standard Time (UTC+9)
| EZ | Eröffnungszeremonie | ● | Qualifikationswettkämpfe | 1 | Finalentscheidungen | AZ | Abschlusszeremonie |

| August/September             | 24. Di | 25. Mi | 26. Do | 27. Fr | 28. Sa | 29. So | 30. Mo | 31. Di | 1. Mi | 2. Do | 3. Fr | 4. Sa | 5. So | Entscheidungen |
| ---------------------------- | ------ | ------ | ------ | ------ | ------ | ------ | ------ | ------ | ----- | ----- | ----- | ----- | ----- | -------------- |
| Zeremonien                   | EZ     |        |        |        |        |        |        |        |       |       |       |       | AZ    |                |
| 5er-Fußball (Blindenfußball) |        |        |        |        |        | ●      | ●      | ●      |       | ●     |       | 1     |       | 1              |
| Badminton                    |        |        |        |        |        |        |        |        | ●     | ●     | ●     | 7     | 7     | 14             |
| Boccia                       |        |        |        |        | ●      | ●      | ●      | ●      | 4     | ●     | ●     | 3     |       | 7              |
| Bogenschießen                |        |        |        | ●      | 1      | 1      | 2      | 2      |       | 1     | 1     | 1     |       | 9              |
| Goalball                     |        | ●      | ●      | ●      | ●      | ●      | ●      | ●      | ●     | ●     | 2     |       |       | 2              |
| Judo                         |        |        |        | 4      | 4      | 5      |        |        |       |       |       |       |       | 13             |
| Leichtathletik               |        |        |        | 13     | 16     | 19     | 17     | 21     | 17    | 18    | 17    | 24    | 5     | 167            |
| Parakanu                     |        |        |        |        |        |        |        |        |       | ●     | 4     | 5     |       | 9              |
| Pararudern                   |        |        |        | ●      | ●      | 4      |        |        |       |       |       |       |       | 4              |
| Paratriathlon                |        |        |        |        | 4      | 4      |        |        |       |       |       |       |       | 8              |
| Powerlifting                 |        |        | 4      | 4      | 4      | 4      | 4      |        |       |       |       |       |       | 20             |
| Radsport (Straße)            |        |        |        |        |        |        |        | 19     | 6     | 5     | 4     |       |       | 34             |
| Radsport (Bahn)              |        | 4      | 5      | 5      | 3      |        |        |        |       |       |       |       |       | 17             |
| Reiten                       |        |        | 3      | 2      | ●      | 1      | 5      |        |       |       |       |       |       | 11             |
| Rollstuhlbasketball          |        | ●      | ●      | ●      | ●      | ●      | ●      | ●      | ●     | ●     | ●     | 1     | 1     | 2              |
| Rollstuhlfechten             |        | 4      | 4      | 2      | 4      | 2      |        |        |       |       |       |       |       | 16             |
| Rollstuhlrugby               |        | ●      | ●      | ●      | ●      | 1      |        |        |       |       |       |       |       | 1              |
| Rollstuhltennis              |        |        |        | ●      | ●      | ●      | ●      | ●      | 1     | 1     | 2     | 2     |       | 6              |
| Schießen                     |        |        |        |        |        |        | 3      | 2      | 2     | 1     | 2     | 2     | 1     | 13             |
| Schwimmen                    |        | 16     | 14     | 14     | 14     | 13     | 15     | 14     | 15    | 15    | 16    |       |       | 146            |
| Sitzvolleyball               |        |        |        | ●      | ●      | ●      | ●      | ●      | ●     | ●     | ●     | 1     | 1     | 2              |
| Taekwondo                    |        |        |        |        |        |        |        |        |       | 2     | 2     | 2     |       | 6              |
| Tischtennis                  |        | ●      | ●      | ●      | 5      | 8      | 8      | ●      | ●     | 5     | 5     |       |       | 31             |
| Medaillenentscheidungen      |        | 24     | 30     | 44     | 55     | 62     | 54     | 58     | 45    | 48    | 55    | 49    | 15    | 539            |
| kumuliert                    |        | 24     | 54     | 98     | 153    | 215    | 269    | 327    | 372   | 420   | 475   | 524   | 539   | 539            |
| August/September             | 25. Di | 26. Mi | 27. Do | 28. Fr | 29. Sa | 30. So | 31. Mo | 1. Di  | 2. Mi | 3. Do | 4. Fr | 5. Sa | 6. So | Gesamt         |

## Teilnehmende Paralympische Komitees
| Europa (41 Länder) | Europa (41 Länder) | Europa (41 Länder) |
| --- | --- | --- |
| - Armenien - Aserbaidschan - Belarus - Belgien - Bosnien und Herzegowina - Bulgarien - Dänemark - Deutschland - Estland - Finnland - Frankreich - Georgien - Griechenland - Großbritannien | - Irland - Island - Italien - Kroatien - Lettland - Litauen - Luxemburg - Moldau - Montenegro - Niederlande - Nordmazedonien - Norwegen - Österreich | - Polen - Portugal - Rumänien - Schweden - Schweiz - Serbien - Slowakei - Slowenien - Spanien - Tschechien - Türkei - Ukraine - Ungarn - Zypern    |
| Asien (32 Länder) | | |
| - Afghanistan - Bahrain - Bhutan - China, Volksrepublik - China, Hongkong - Indien - Indonesien - Irak - Iran - Israel - Japan                                                             | - Jordanien - Kambodscha - Kasachstan - Katar - Korea, Republik - Kuwait - Libanon - Malaysia - Mongolei - Myanmar - Oman                            | - Pakistan - Philippinen - Saudi-Arabien - Singapur - Sri Lanka - Syrien - Taiwan - Thailand - Usbekistan - Vereinigte Arabische Emirate - Vietnam |
| Afrika (24 Länder) | | |
| - Ägypten - Algerien - Angola - Äthiopien - Botswana - Burundi - Burkina Faso - Elfenbeinküste - Ghana                                                                                     | - Guinea - Kap Verde - Kenia - Lesotho - Liberia - Libanon - Mali - Marokko - Mauritius                                                              | - Mosambik - Namibia - Nigeria - Ruanda - Sambia - Senegal - Südafrika - Tunesien - Zentralafrikanische Republik                                   |
| Amerika (23 Länder) | | |
| - Argentinien - Bermuda - Brasilien - Chile - Costa Rica - Dominikanische Republik - Ecuador - El Salvador                                                                                 | - Grenada - Guatemala - Guyana - Jamaika - Kanada - Kolumbien - Kuba - Mexiko                                                                        | - Nicaragua - Panama - Paraguay - Peru - Puerto Rico - Trinidad und Tobago - Venezuela - Vereinigte Staaten                                        |
| Ozeanien (5 Länder) | | |
| - Australien - Fidschi | - Neuseeland - Papua-Neuguinea | - Salomonen |
| Andere Mannschaften (2 Teams) | | |
| - Flüchtlingsteam | - RPC | |

## Sonstiges
Es waren 25.514 Volunteers für mehr als 4.500 Sportler und Sportlerinnen bei diesen Olympischen Spielen aktiv.